# 오시마 다카히로
오시마 다카히로(일본어: 大島 嵩弘, 1988년 8월 14일 ~ )는 일본의 축구 선수이다.

## 구단 경력
그는 2007년부터 2019년까지 J리그의 가시와 레이솔, AC 나가노 파르세이루에서 활동하였다.